# Hégésziasz (rétor)
Hégésziasz (Kr. e. 2. század) görög rétor, szofista
Magnéziában született. Cicero közlése szerint Lüsziasz nyomdokain haladt. Egyéni sajátsága volt, hogy a kifejezések egyszerűségére törekedett, ami azonban darabosságra és a szórendnek össze-vissza torlódására vezetett. Egyike volt azoknak a görög íróknak, akik kifejlesztették a retorikában az úgynevezett „stilus asiaticus”-t, ezzel azonban az állandóság és a lapidáris irásmód híveinek kritikáját vonták magukra. Állítólag történelemmel is foglalkozott, megírta a makedón Nagy Sándor életének történetét, e művet azonban kortársai a történelmi hűség szempontjából megbízhatatlannak tartották.